# حية الماء (كوكبة)
حية الماء أو حية الماء الصغرى أو حية البحر أو ثعبان البحر أو الشجاع الصغير (باللاتينية: Hydrus) وهي كوكبة سماوية صغيرة ذات عدد قليل من النجوم تقع أقصى الجنوب قرب القطب السماوي الجنوبي، وقد سُمّيت بذلك في القرن 16.

## اقرأ أيضا

- SMSS J031300.36-670839.3
- حية الماء